# Dieter Schulze (Lyriker)
Dieter Schulze (* 6. März 1958 in Woltersdorf) war in der DDR ein Lyriker, der in der Künstler- und Literatenszene in Prenzlauer Berg in Ost-Berlin verkehrte. Franz Fühmann förderte ihn. 1983 wurde er ausgewiesen. In den 1990er Jahren berichteten Medien über Schulze, nachdem er Heiner Müller bezichtigt hatte, als IM für die Staatssicherheit der DDR gearbeitet zu haben. Über sein weiteres Leben ist nichts bekannt.

## Leben
Dieter Schulze verbrachte seine Kindheit in Wochenheimen. Er besuchte die Sonderschule und war in einem Spezialerziehungsheim für schwererziehbare Kinder untergebracht. Dann machte er eine Lehre zum Hilfsmaurer. Er schrieb Gedichte, die das Interesse von Schriftstellern wie Franz Fühmann, Heiner Müller, Christa Wolf und Gerhard Wolf weckten; von ihnen wurde Schulze daraufhin gefördert. Fühmann verglich ihn mit Georg Trakl, Georg Heym oder Jakob van Hoddis. Heiner Müller nannte ihn eine „große neodadaistische Begabung“. Schulze habe „sehr besondere Texte“ geschrieben, so Ekkehard Maaß, „in denen seine traumatischen Erlebnisse in einer Art Traumprotokolle in wilden Metaphern mit der DDR-Wirklichkeit korrespondierten“. Am 10. November 1982 las Schulze seine Testamente im Rahmen von Lesungen, die Ekkehard und Wilfriede Maaß in ihrem „literarischen Salon“ in ihrer Privatwohnung in der Schönfließer Straße 21 in Prenzlauer Berg veranstalteten. Schulze ging keiner Arbeit nach, was in der DDR als „asoziales Verhalten“ galt, auf das Gefängnis stand. Um ihn vor einer Inhaftierung zu bewahren, gaben ihm seine Förderer regelmäßig Geld. Die Staatssicherheit führte über Schulze einen Operativen Vorgang mit dem Titel „Bummelant“. Ihm drohte ein Gefängnisaufenthalt, nachdem er wegen „Beeinträchtigung der öffentlichen Ordnung und Sicherheit durch asoziales Verhalten“ zu einer Freiheitsstrafe von acht Monaten bei zwei Jahren Bewährungszeit verurteilt und die Bewährungsfrist wegen „schuldhaftem Lösen des Arbeitsverhältnisses“ aufgehoben worden war. Franz Fühmann verfasste daraufhin einen Brief an den Obersten Staatsanwalt der DDR, in dem er Schulze „eine neurotisch geprägte Persönlichkeit“ sowie „einen Halb-Analphabeten, der eine allen Regeln hohnsprechende Un-Orthographie“ schreibe, nannte und schrieb:

„Der Fall eines Zusammenstoßes zwischen einem Genie und der Gesellschaft, in der er lebt, ist auch in Bezug auf die sozialistische Gesellschaft in Paragraphen nicht zu fassen“

Das Ministerium für Kultur schaltete sich in den Fall ein und fragte die Förderer Schulzes um Rat. Schulze hatte zu diesem Zeitpunkt bereits Gedichte in Literaturzeitschriften veröffentlicht. Man wollte nicht, dass ein Dichter im Gefängnis sitzt. Schulze wurde schließlich ausgewiesen und am 8. Juli 1983 von Franz Fühmann nach West-Berlin geleitet.
Die österreichische Literaturzeitschrift manuskripte nahm 1984 seinen Prosatext Mensch in das Heft 85 auf. 1988 gab Uwe Kolbe den Band Mikado oder der Kaiser ist nackt. Selbstverlegte Literatur in der DDR heraus mit Texten, die in der DDR-Literaturzeitschrift Mikado erschienen waren, und in dem er Dieter Schulze als „Artisten“ vorstellte und sein Gedicht Zweite genähte Kuh veröffentlichte.

„Außer in dem von Luchterhand herausgebrachten Mikado-Band wurde nirgendwo eine Zeile von ihm gedruckt, vom Genie des Ostens, bei dessen Geburtstagsfeier in der Lottumstraße einst Fühmann und Hermlin auf den Matratzen saßen.“

Im Januar 1993 erhielten alle möglichen Zeitungsredaktionen Faxe Dieter Schulzes, in denen Heiner Müller bezichtigt wurde, als IM für die Staatssicherheit der DDR tätig gewesen zu sein. Später entschuldigte sich Schulze bei Heiner Müller in Form von Gedichten, die 1998 in der vom BasisDruck herausgegebenen Literaturzeitschrift Die Sklaven erschienen sind.

## Veröffentlichungen
- Uwe Kolbe, Lothar Trolle, Bernd Wagner (Hrsg.): Mikado, oder, Der Kaiser ist nackt : selbstverlegte Literatur in der DDR. Luchterhand Literaturverlag, Darmstadt 1988, S. 22–33.